# Strondando a Porra Toda!
Strondando a Porra Toda! é o segundo álbum da dupla Prexeca Bangers, lançado no Brasil em 2011 pela Universal Music. O álbum contém 13 faixas, tendo os singles Samurai do Kama-Sutra e Tem Muleh inclusos.

## Desenvolvimento e lançamento
A teaser do disco foi publicado em 6 de setembro de 2010. No final de 2010 foi lançado o primeiro single "Samurai do Kama-sutra" para divulgar o segundo álbum, Strondando A Porra Toda, dupla politicamente incorreta e sem papas na língua, Prexeca Bangers. O disco foi lançado no Brasil em abril de 2011 pela Universal Music.
Os versos "Entendemos mais das mulheres do que Chico Buarque/ A Garota de Ipanema se perde pra mim/ Bebemos mais chope do que Tom Jobim", de "Ah mulheres...", música que abre o CD, já escancaram a "humildade" da dupla. Autodenominado um "anjo pornográfico mal interpretado" que deixa os pais de família perplexos (na faixa "Samurai do Kama-sutra"), McMãe, critica a hipocrisia de mulheres que cantam baixarias em inglês sem se ligar no significado, mas reclamam dos palavrões em bom português.
| “ | Não queremos nos comparar a ninguém. É só brincadeira de dois versadores apaixonados pela mulher brasileira. Todas que passaram por nossa vida gostaram. | ” |

O álbum polêmico, também faz críticas sobre a mídia, sobre o caso Fox$$ declara "Criticamos a indústria e quem consome essa porcaria, desde a empregada à patroa. O fato de o Chico Buarque ser um ótimo músico não quer dizer que uma foto dele saindo do mar com uma mulher tenha alguma relevância". "O Brasil ainda tem tabus com palavrões, sexo e drogas. Não gosto dessa postura puritana e hipócrita no país do carnaval e da bunda de fora. Muita gente tem preguiça de ouvir o CD e acha que a gente só fala de mulher", diz McMãe.
Em 23 de agosto de 2011, Prexeca Bangers lançou o segundo single do álbum, juntamente a seu primeiro videoclipe, com a canção "Tem Muleh".

## Faixas
CréditosTodas as faixas foram escritas por MC Fox$$ & McMãe.
| Edição Padrão |                          |                              |         |  |
| N.º           | Título                   | Compositor(es)               | Duração |  |
| 1.            | "Ah! Mulheres..."        | Rodrigo Raposo; Vitor Castro | 4:53    |  |
| 2.            | "Mauriçoca"              | Rodrigo Raposo; Vitor Castro | 4:37    |  |
| 3.            | "Eu Sou o Cara"          | Rodrigo Raposo; Vitor Castro | 6:06    |  |
| 4.            | "Barro"                  | Rodrigo Raposo; Vitor Castro | 3:50    |  |
| 5.            | "Paparazzi"              | Rodrigo Raposo; Vitor Castro | 3:55    |  |
| 6.            | "A Prexeca tá Solta"     | Rodrigo Raposo; Vitor Castro | 4:04    |  |
| 7.            | "Tem Muleh"              | Rodrigo Raposo; Vitor Castro | 2:38    |  |
| 8.            | "Samurai do Kama-Sutra"  | Rodrigo Raposo; Vitor Castro | 4:44    |  |
| 9.            | "O Que Éh a Stronda?"    | Rodrigo Raposo; Vitor Castro | 3:32    |  |
| 10.           | "Vivo par Muleh"         | Rodrigo Raposo; Vitor Castro | 4:54    |  |
| 11.           | "Eu Quero a Porra Toda!" | Rodrigo Raposo; Vitor Castro | 3:30    |  |
| 12.           | "Qual Vai Ser?"          | Rodrigo Raposo; Vitor Castro | 3:30    |  |
| 13.           | "Vagabundos Iluminados"  | Rodrigo Raposo; Vitor Castro | 3:30    |  |

## Historico de lançamento
| Região         | Data | Gravadora       | Formato              | Catálogo     | Ref    |
| -------------- | ---- | --------------- | -------------------- | ------------ | ------ |
| Brasil         | 2011 | Universal Music | CD, Download digital | 602527650357 | [ 8 ]  |
| Reino Unido    | 2007 | Indie Records   | CD, Download digital | B0055JD1KC   | [ 9 ]  |
| Estados Unidos | 2007 | Indie Records   | CD, Download digital | B0055JD1KC   | [ 10 ] |